# عقاب البحر
عقاب البحر أو الشِمّاط (الاسم العلمي: Haliaeetus) جنس من الطيور الجارحة التي تعتمد في غذائها على الاسماك.
تتنوع أحجام عقبان البحر، فمنها ما هو صغير الحجم مثل عُقاب سُليمان، الذي يبلغ وزنها 2 إلى 2.7 كيلوغرام، ومنها ما هو كبير الحجم مثل عقاب ستيلر البحرية، الني يصل وزنها إلى 9 كيلوغرامات. العقاب بيضاء الذيل أكبر عقبان أوروبا كلها، ووزنها قد يصل إلى 6.9 كيلوغرام، أما العقاب الرخماء فقد يصل وزنه إلى 6.3 كيلوغرام، مما يجعلها أكبر عقبان أمريكا الشمالية الأصلية. العقاب بيضاء البطن يصل وزنها إلى 3.4 كيلوغرام.
غذاء عقبان البحر يتكون بشكل أساسي من السمك والثديات الصغيرة والطيور المائية.

## الأنواع
| الاسم الشائع            | الاسم العلمي             | الانتشار             | الصورة |
| ----------------------- | ------------------------ | -------------------- | ------ |
| عقاب رخماء              | Haliaeetus leucocephalus |                      |        |
| عقاب البحر بيضاء البطن  | Haliaeetus leucogaster   |                      |        |
| عقاب سليمان             | Haliaeetus sanfordi      | جزر سليمان           |        |
| عقاب صياحة إفريقية      | Haliaeetus vocifer       | افريقيا جنوب الصحراء |        |
| عقاب سمك مدغشقر         | Haliaeetus vociferoides  | مدغشقر               |        |
| عقاب سمك بالاس          | Haliaeetus leucoryphus   | أسيا الوُسطى          |        |
| عقاب البحر بيضاء الذيل  | Haliaeetus albicilla     |                      |        |
| عقاب ستيلر البحرية      | Haliaeetus pelagicus     |                      |        |
| عقاب السمك الصغرى       | Haliaeetus humilis       | جنوب شرق أسيا        |        |
| عقاب السمك رمادية الرأس | Haliaeetus ichthyaetus   | جنوب شرق أسيا        |        |